# L'Envolée sauvage
Pour plus de détails, voir Fiche technique et Distribution.
L'Envolée sauvage, ou Le premier envol au Québec (Fly Away Home) est un film américain réalisé par Carroll Ballard, sorti en 1996.

## Synopsis
Amy, une jeune fille néo-zélandaise perd sa mère dans un accident de voiture et part vivre au Canada avec son père, séparé depuis longtemps. Le père et la fille vont prendre le temps de s'apprivoiser. Un jour, elle recueille des œufs, leur environnement est détruit par des bulldozer. Elle va alors les aider à éclore et les éduquer. Elle se prend aussi d'affection pour ces oies et décide de les initier au vol et à la migration à l'aide de son ULM. Ainsi, les oies pourront suivre leurs congénères. Mais des membres de la ville s'opposent à ce projet, obligeant la famille à garder les oies en cage. La fille et le père vont se battre pour leur rendre leur liberté.

## Fiche technique
- Titre original : Fly away home
- Titres français : L'Envolée sauvage
- Titre québécois Le premier envol
- Réalisation : Carroll Ballard
- Scénario : Robert Rodat et Vince McKewin
- Musique : Mark Isham
- Photographie : Caleb Deschanel
- Montage : Nicholas C. Smith
- Production : Carol Baum et John Veitch
- Société de production : Columbia Pictures
- Pays de production :  États-Unis
- Langue : anglais
- Format : Couleurs - 1,85:1 - Dolby Digital - 35 mm
- Genre : Aventure
- Durée : 107 minutes
- Date de sortie : 13 septembre 1996[Où ?]

## Distribution
Légende : VF = Version Française VQ = Version Québécoise
- Anna Paquin (VQ : Camille Cyr-Desmarais) : Amy Alden
- Jeff Daniels (VF : Luc Mitéran ; VQ : Alain Zouvi) : Thomas Alden (Tom)
- Dana Delany (VF : Françoise Vallon ; VQ : Hélène Mondoux) : Susan Barnes
- Terry Kinney (VQ : Marc Bellier) : David Alden
- Holter Graham (VQ : Daniel Picard) : Barry Stickland
- Deborah Verginella : La mère d'Amy
- Michael J. Reynolds (VQ : Vincent Davy) : général Hadfield
- David Hemblen (VQ : Victor Désy) : Dr. Killian
- Jeremy Ratchford (VQ : Daniel Lesourd) : officier DNR
- Linden Chiles : Le présentateur du journal télévisé

## Autour du film
- Le film s'inspire librement d'expériences sur les oiseaux migrateurs menées par William Lishman et Joseph Duff ainsi que pour la technique de réalisation des travaux de Konrad Lorenz sur l'imprégnation des oies de Lorenz.
- Réalisé en 2018 par Nicolas Vanier, le film français Donne-moi des ailes expose de manière romancée le périple migratoire en vol, depuis la Scandinavie, de Christian et Paola Moullec pour le renforcement de la population d'oies naines à front blanc dans la nature (année 1999).

## Accueil

### Box office
En France, le film est exploité dans 103 salles et rassemble un peu plus de 200 000 entrées.
En Allemagne, il rassemble plus de 794 000 entrées.
Aux États-Unis, où le film est distribué par Sony, L'Envolée sauvage sort le 11 septembre 1996 et est exploité dans 1320 salles. Il rassemble 4 708 044 $ lors de son premier week-end, dépasse les 15 millions de dollars de recettes en quatre semaines et cumule environ 19 758 000 dollars de recettes en six semaines.

## Distinctions
- 1997 : Nomination à l'Oscar de la meilleure photographie pour Caleb Deschanel.